# Церква Христа Чоловіколюбця (Білоскірка)
Церква Христа Чоловіколюбця — храм у селі Білоскірка Тернопільського району Тернопільської області. Належить УГКЦ. Підпорядкований парафії Христа Чоловіколюбця Великобірківського деканату Тернопільсько-Зборівської архієпархії Тернопільсько-Зборівської митрополії.

## Історія
У 1936 році було закладено фундамент під нову греко-католицьку церкву Пресвятого Серця Христового. Освячення здійснив парох сіл Грабовець та Білоскірка отець Мирон Кордуба.
До 1992 року село належало до парафії села Грабовець.
1992 року офіційно зареєстровано громаду села Білоскірка. У жовтні 1992 року було прийнято рішення про будівництво храму.
Новозбудований храм відкрив для богослужінь тодішній отець мітрат Василій (Семенюк) 25 грудня 1994 року. Освячення ж церкви відбулося 16 липня 2000 року.
Фундаторами будівництва церкви були члени громади села Білоскірка, а також мешканці навколишніх сіл, Тернопільська районна державна адміністрація, колгоспи "Грабовецький" та "Маяк". Також жертводавцями були вихідці з села Б. Ревуцький та Б. Стадник та білоскірківська діаспора у Америці та Іспанії.
Архітектор храму - уродженець села Білоскірка Василь Скочиляс.
Парохами були отці:
- 1990 - Василій Семенюк;
- 1990-1992 - Михайло Вінтоняк;
- 1992-1995 - Володимир Шафран;
- 1995-1996 - Василь Брегін;
- 1996-1997 - Богдан Церулик;
- 1997 - Іван Козій;
- 1997-2001 - Володимир Гринда;
- 2001-2006 - Тарас Туркот;
- від 2006 - Роман Лучин.

У 2011 році відбулися єпископські візитації. Чинний владика, митрополит Тернопільсько-Зборівський Василій (Семенюк) прибув на парафію із мощами святого Івана Хрестителя.
У 2012 році на парафії відбулися 7 хрещень, 2 похорони та 1 шлюб.

## Інтер'єр
У 1994 році було виконано вітраж та запрестольну ікону. Автор - майстриня із Збаража Ольга Чорна.
У 1995 році встановлено іконостас роботи Петра Петровського (Великі Бірки).
У 1996 році храм розписали львівські художники під керівництвом Івана Красевича.

## Життя парафії
При парафії діють:
- братство Матері Божої Неустанної Помочі (засноване 2002 року);
- братство архистратига Михаїла;
- Вівтарна дружина;
- Марійська дружина.

Щонеділі у церкві відбувається навчання у недільній школі та катехизація. Щороку при парафії відбуваються духовні вечори.